# 三宝村
三宝村（さんぼうむら）は、大阪府にあった村。現在の堺市堺区の北西部、大阪湾に注ぐ大和川河口付近の左岸にあたる。
廃止時点の面積は3.20km2、人口は4,169人。
「三宝」の地名は、現在も小学校名などに残っている。

## 歴史
「三宝」の地名は、発足時に人家のあった三ヶ村（南島新田･松屋新田･山本新田）が、宝暦年間に開発された新田であることに由来する。江戸時代、付け替えによって村の北を流れるようになった大和川の大量の土砂が沖合に堆積し、新田開発が盛んに行われた。弥三次郎新田と南島新田は明治3 - 4年まで摂津国住吉郡に属していた。
- 1738年（元文2年）大和川の氾濫防止を祈願して月洲神社が創建される。
- 1889年（明治22年）4月1日 町村制により、大鳥郡弥三次郎新田、南島新田、松屋新田、平田新田、山本新田、若松新田、塩浜新田が合併し、大鳥郡三宝村が発足。大字松屋新田に村役場を設置。
- 1896年（明治29年）4月1日 郡の統合により泉北郡に属する。
- 1926年（大正15年）10月1日 堺市に編入される。

## 施設など
- 月洲神社